# Stretto di Turgai
Il mare Turgai (o Turgay) o stretto di Turgai, conosciuto anche come mare siberiano occidentale, era una grande massa d'acqua salata poco profonda (un mare definito epicontinentale o epeirico) dell'era mesozoica e cenozoica. Si estendeva a nord dell'attuale mar Caspio fino alla regione "paleo-artica", ed è esistito dal Giurassico medio all'Oligocene, approssimativamente da 160 a 29 milioni di anni fa.
La sua esistenza non fu assolutamente continua per tutta l'intera era, sebbene fosse una caratteristica persistente e predominante nella sua regione; il Turgai "frammentava l'Europa meridionale e l'Asia sud-occidentale in molte grandi isole e separava l'Europa dall'Asia."
La divisione dell'ampia distesa eurasiatica causata dal Turgai aveva l'effetto di isolare le popolazioni di animali. Ad esempio i Ceratopi, dinosauri con le corna del periodo cretacico, furono confinati all'Asia e al Nord America occidentale, che per molta parte di questo periodo erano tra loro collegate. L'esistenza del Turgai limitò anche l'habitat di vari pesci di acqua dolce e anfibi.
Il Turgai deriva il suo nome da una regione dell'attuale Kazakistan, che comprende anche il fiume Turgai e l'omonima valle Turgai.